# Lijst van BBC-zenders
Dit is een lijst met radio- en televisiezenders van de BBC.

## Televisiezenders

### Vrije zenders
- BBC One
- BBC Two

### Digitale zenders (UK)
- BBC Three (vroeger BBC Choice)
- BBC Four (vroeger BBC Knowledge)
- BBC Parliament
- BBC News
- CBBC Channel (kinderzender)
- CBeebies (babyzender)
- BBC Alba (Programma's in het Schots-Gaelisch)

### Wereld (BBC Studios)
- BBC Entertainment
- BBC First (Europa, Midden-Oosten en Afrika)
- BBC America (Verenigde Staten)
- BBC Canada (Canada)
- BBC Lifestyle
- BBC Food (Zuid-Afrika en Scandinavië)
- BBC Arabic Television (Midden-Oosten)
- BBC Kids (Canada)
- BBC World News
- BBC Knowledge
- CBeebies
- BBC HD

### Overige zenders (BBC Studios)
- Animal Planet (Tot 2011)
- People+Arts (Deels)
- UKTV (Deels)
- Yesterday
- Dave
- G.O.L.D.
- Alibi
- Blighty
- Eden
- UKTV Style
- UKTV Gardens
- UKTV Food
- UK.TV (Deels in handen van de BBC en zendt uit in Oceanië)
- The Community Channel
- BBC First

## Radio

### Verenigd Koninkrijk
- BBC Radio 1
- BBC Radio 2
- BBC Radio 3
- BBC Radio 4
- BBC Radio 5 Live

### Regionaal
- Radio Scotland
- BBC Radio nan Gàidheal
- Radio Wales
- Radio Cymru
- Radio Ulster
- Radio Foyle
- Radio Oxford
- Radio Surrey

### Digitaal
- BBC 1Xtra
- BBC 6 Music
- BBC Radio 5 Live Sports Extra
- BBC Radio 4 Extra
- BBC Asian Network